# フラー・ビル

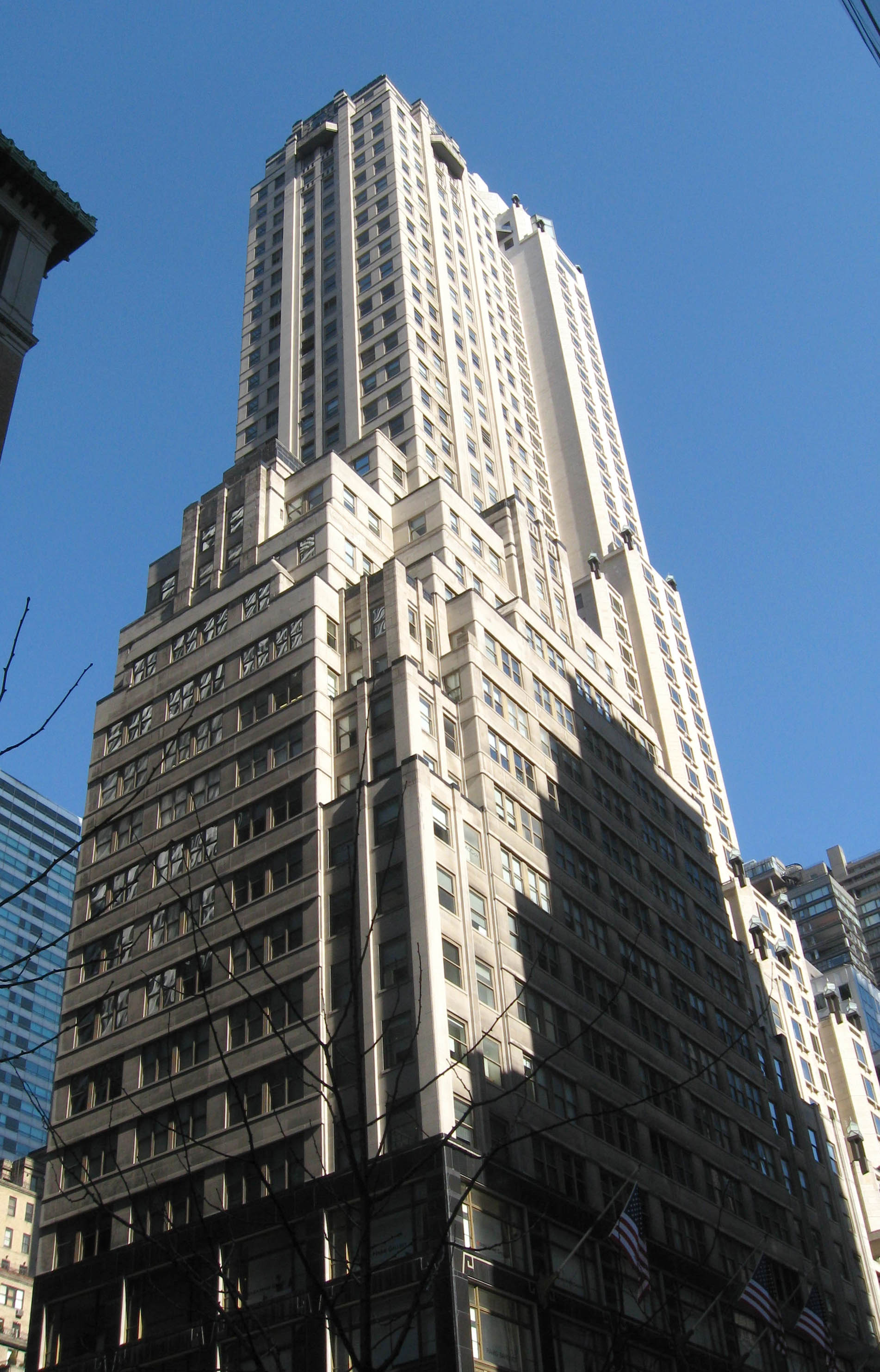
2009年撮影

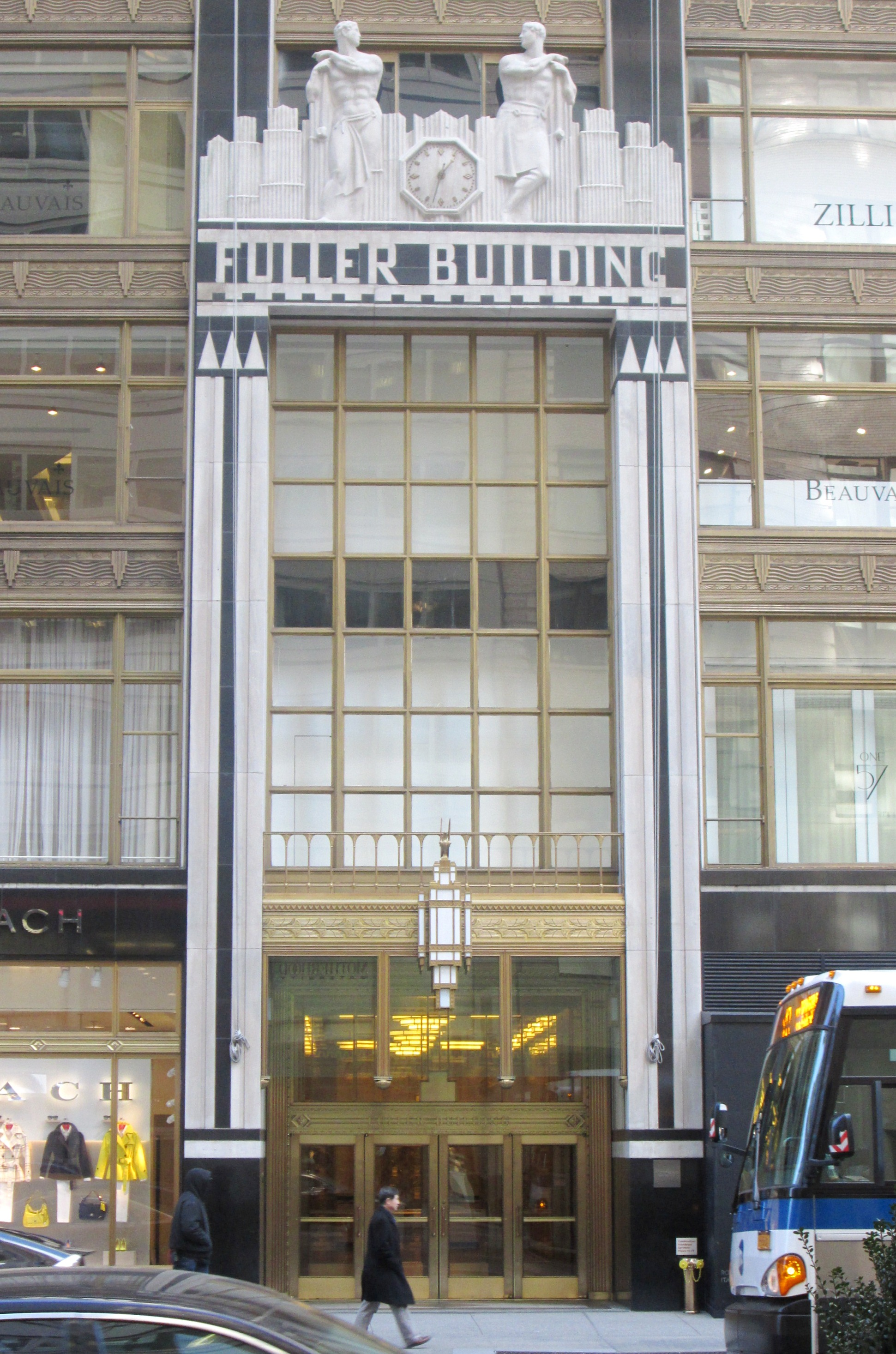
エリー・ナーデルマンによる彫刻が施された三階分の高さのエントランス

座標: 北緯40度45分45秒 西経73度58分19秒 / 北緯40.762556度 西経73.971875度
フラービルという名前はフラットアイアンビルの建設当初の名前でもあった。
フラービル (Fuller Building) は、ニューヨーク市マンハッタン区ミッドタウンにある超高層ビルである。住所は東57丁目とマジソン・アベニューの北東側の角の東57丁目41-45号である。

## 建設
フラービルはフラー建築会社 (en) がフラットアイアンビルから事務所を移転するために1929年に建てられた。高さは150mである。当時の風潮に乗って、建築家ウォーカー・アンド・ジレット (en) は多くのアール・デコ様式の特徴をビルの内装や外装に取り入れた。Christopher Grayがニューヨーク・タイムズに記したように、"このビルは1929年のジャズ隆盛時代に57丁目に芽生えた商業的な「粋」の証である。"建築業者としてのフラー建設は国連ビル群、リーバ・ハウスおよびワシントンD.C.の最高裁判所ビルの建設を手がけていた。

## アートギャラリー
フラービルはニューヨークの最も重要なギャラリーが入居していることで知られている。例えば、en:André Emmerichギャラリー（閉鎖済み）、Robert Millerギャラリー（移転済み）、en:Charles Egan Gallery（閉鎖済み）、David McKeeギャラリー（移転済み）、David Findlay Jr.ギャラリー、Katharina Rich Perlowギャラリー、en:Zabriskie Gallery, Andrew Crispoギャラリー（閉鎖済み）、および先駆的なピエール・マティス・ギャラリー（閉鎖済み）などである。幾つかのギャラリーは移転または閉鎖しているが、多くの新しいギャラリーが代わりに入ってきている。例えば、Jason McCoyギャラリー（11階）やWendtギャラリーなどがその場所を占めている。